# Pothyne distincta
Pothyne distincta là một loài bọ cánh cứng trong họ Cerambycidae.